# ۵۱۲ (میلادی)
۵۱۲ (میلادی) پانصد  و دوازدهمین سال تقویم میلادی است.

## درگذشتگان
‎